# Idionotus siskiyou
Idionotus siskiyou är en insektsart som beskrevs av Morgan Hebard 1934. Idionotus siskiyou ingår i släktet Idionotus och familjen vårtbitare. Inga underarter finns listade i Catalogue of Life.